# 王国权 (1911年)

王国权

王国权（1911年12月24日—2004年9月15日），原名康午生，字厚庵，男，河南巩县人，中华人民共和国外交官。

## 生平
1934年赴日本东京学习，1935年加入中国共产党。
中华人民共和国成立后，担任热河省委书记兼省长、省军区政委。1956年，进入外交部，担任中华人民共和国驻民主德国大使。1964年，担任中华人民共和国驻波兰大使，曾参与中美大使级会谈。1973年，担任中华人民共和国驻澳大利亚大使。1977年，担任中华人民共和国驻意大利大使。次年调任中华人民共和国民政部副部长。